# American Ghetto
American Ghetto è il quinto album in studio del gruppo musicale statunitense Portugal. The Man, pubblicato nel 2010.

## Tracce
Testi e musiche di John Baldwin Gourley.
1. The Dead Dog – 3:14
2. Break – 0:58
3. 60 Years – 4:13
4. All My People – 3:12
5. 1000 Years – 2:52
6. Fantastic Pace – 3:42
7. The Pushers Party – 4:23
8. Do What We Do – 3:27
9. Just a Fool – 3:05
10. Some Men – 3:31
11. When the War Ends – 3:30